# Liste der Biografien/Sec
Liste der Biografien |
Portal Biografien |
Personensuche
# |
A |
B |
C |
D |
E |
F |
G |
H |
I |
J |
K |
L |
M |
N |
O |
P |
Q |
R |
S |
T |
U |
V |
W |
X |
Y |
Z |
?
 
Sa |
Sb |
Sc |
Sd |
Se |
Sf |
Sg |
Sh |
Si |
Sj |
Sk |
Sl |
Sm |
Sn |
So |
Sp |
Sq |
Sr |
Ss |
St |
Su |
Sv |
Sw |
Sy |
Sz
 
Sea |
Seb |
Sec |
Sed |
See |
Sef |
Seg |
Seh |
Sei |
Sej |
Sek |
Sel |
Sem |
Sen |
Seo |
Sep |
Seq |
Ser |
Ses |
Set |
Seu |
Sev |
Sew |
Sex |
Sey |
Sez
Die Liste der Biografien führt alle Personen auf, die in der deutschsprachigen Wikipedia einen Artikel haben. Dieses ist eine Teilliste mit 172 Einträgen von Personen, deren Namen mit den Buchstaben „Sec“ beginnt.

## Sec

### Seca
- Secada, Jon (* 1961), US-amerikanischer SängerJon Secada (* 1961)

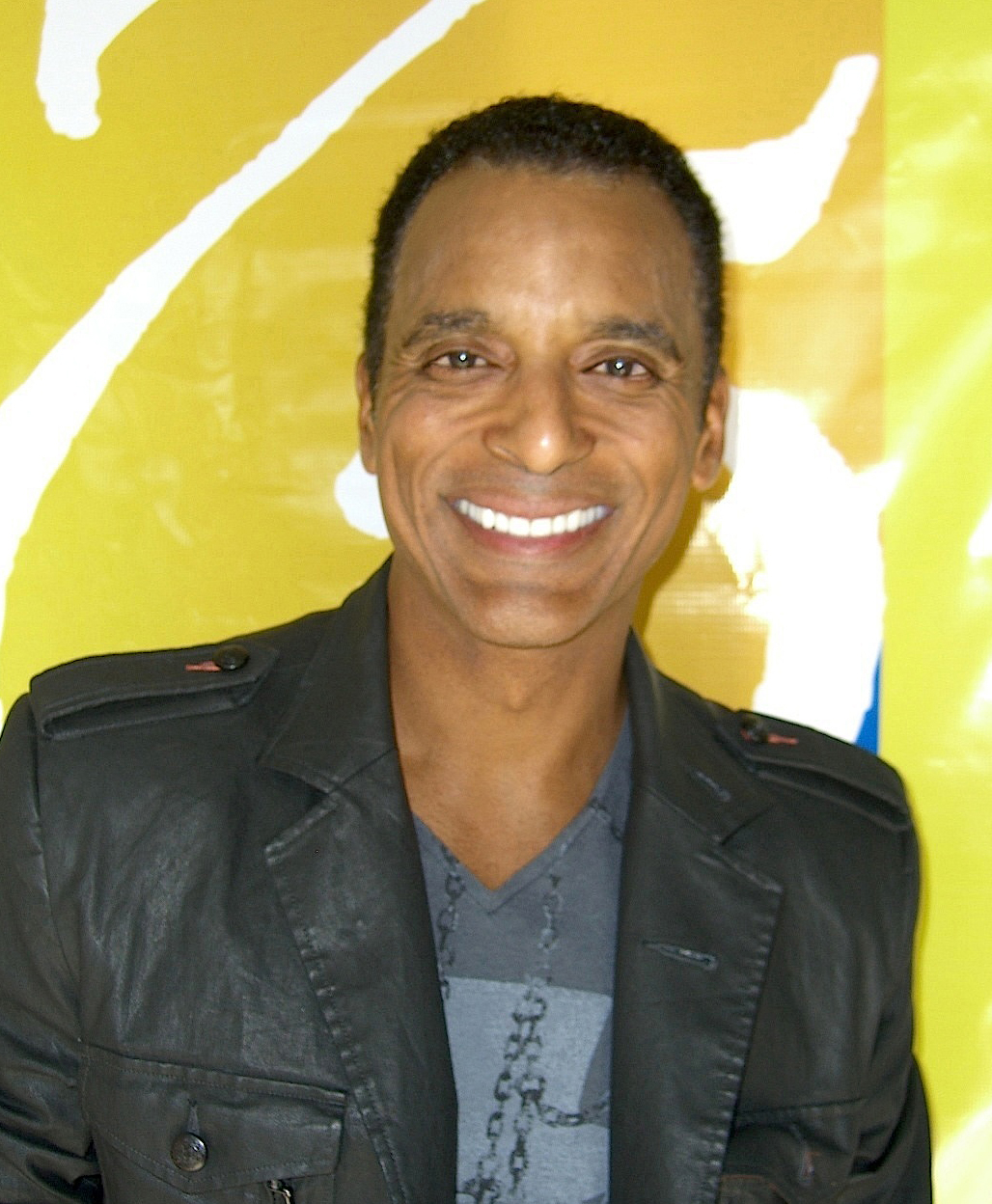
Jon Secada (* 1961)

- Seçal, Gökalp (* 1985), türkischer Fußballspieler
- Secara, Marc (* 1976), deutscher Jazz- und Pop-Sänger
- Secăreanu, Alec (* 1984), rumänischer Schauspieler

### Secc
- Seccafien, Andrea (* 1990), kanadische Langstreckenläuferin
- Secchi, Angelo (1818–1878), italienischer Jesuit, Physiker und Astronom
- Secchi, Benedetto (1831–1883), italienischer Sänger und Komponist
- Secchi, Clément (* 2000), französischer Schwimmer
- Secchi, Dante (1910–1981), italienischer Ruderer
- Secchi, Giampietro (1798–1856), italienischer Jesuit, Archäologe und Epigraphiker
- Secchia, Peter F. (1937–2020), US-amerikanischer Diplomat
- Secchiero, Andrea (* 1988), italienischer Triathlet
- Secchin, Antônio Carlos (* 1952), brasilianischer Schriftsteller und Literaturprofessor
- Secci, Daniele (* 1992), italienischer Kugelstoßer
- Seccia, Michele (* 1951), italienischer Geistlicher, römisch-katholischer Erzbischof von Lecce
- Secco, Deborah (* 1979), brasilianische Schauspielerin
- Secco, Diego († 1623), portugiesischer Jesuitengeistlicher
- Secco, Louis (1927–2008), kanadischer Eishockeyspieler
- Secco, Luigi Antonio (* 1947), italienischer römisch-katholischer Ordensgeistlicher, emeritierter Bischof von Willemstad
- Secco, Stefano (* 1970), italienischer Sänger (Tenor)
- Seccombe, James (1893–1970), US-amerikanischer Politiker
- Seccombe, Joan, Baroness Seccombe (* 1930), britische Politikerin (Conservative Party)

### Sech
- Séchan, Edmond (1919–2002), französischer Kameramann, Regisseur und Drehbuchautor
- Séchan, Lolita (* 1980), französische Schriftstellerin
- Séchan, Olivier (1911–2006), französischer Schriftsteller
- Séchan, Renaud (* 1952), französischer Komponist, Autor und Interpret von ChansonsRenaud Séchan (* 1952)

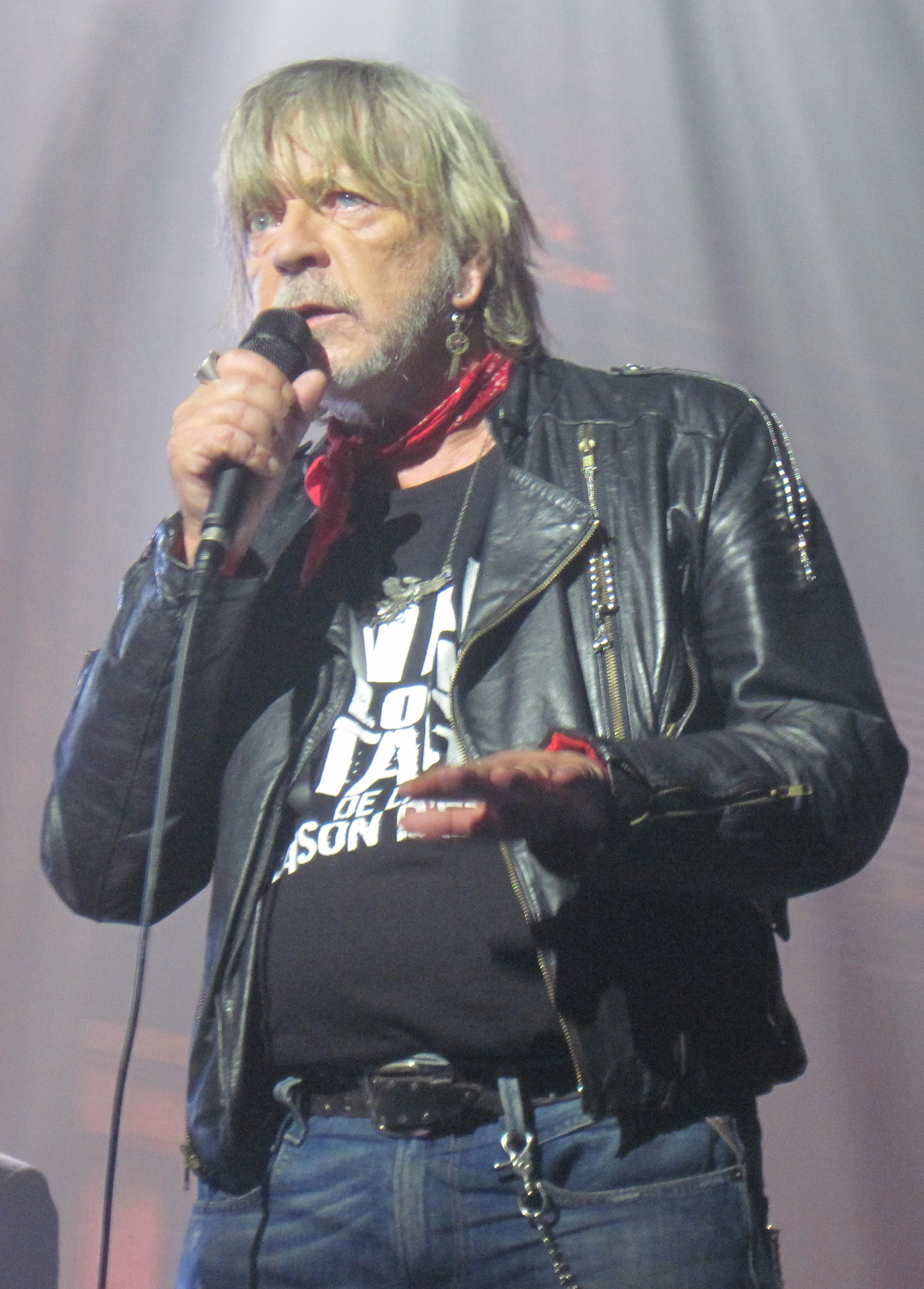
Renaud Séchan (* 1952)

- Secharja, König des Nordreichs Israel
- Seché, Josef (1851–1901), deutscher Architekt
- Seché, Josef (1880–1948), deutscher Maler und Grafiker
- Sechehaye, Albert (1870–1946), Schweizer Linguist
- Séchehaye, Frank (1907–1982), Schweizer Fussballtorhüter
- Sechehaye, Henriette (1907–1999), Schweizer Malerin
- Sechehaye, Marguerite (1887–1964), Schweizer Psychoanalytikerin
- Sechelariu, Doru (* 1992), rumänischer Rennfahrer
- Sechele, Lerato (* 1994), lesothische Dreispringerin
- Sechelmann, Tim (* 1999), deutscher Fußballspieler
- Sechemanchptah, altägyptischer Beamter
- Sechemib, altägyptischer König
- Sechemkare, altägyptischer König der 8. Dynastie
- Sechemkare, Prinz der altägyptischen 4. Dynastie
- Sechemkasedj, altägyptischer Hofbeamter
- Sechemre-heru-her-maat Anjotef, altägyptischer König der 17. Dynastie
- Sechemre-Wepmaat Anjotef, ägyptischer König
- Sechemrechuitaui, altägyptischer König der 13. Dynastie
- Secher, Niels (* 1946), dänischer Ruderer und Arzt
- Secher, Steen (* 1959), dänischer Segler
- Sechet, Pharao der 2. Dynastie
- Sechi, Giovanni (1871–1948), italienischer Admiral, Marineminister und Senator
- Sechirow, Atanas (* 1989), bulgarischer Fußballspieler
- Sechka, altägyptischer Hofbeamter
- Sechmach, nubische Königin
- Sechrist, Connie Jo, US-amerikanische Schauspielerin und Filmproduzentin
- Sechser, Erich (1925–2003), deutscher Staatsanwalt und Politiker (CSU)
- Sechser, Michelle (* 1986), US-amerikanische Ruderin
- Sechter, Simon (1788–1867), österreichischer Musiktheoretiker, Musikpädagoge, Organist, Dirigent und Komponist
- Sechting, Oliver (* 1975), deutscher Filmschaffender und AutorOliver Sechting (* 1975)

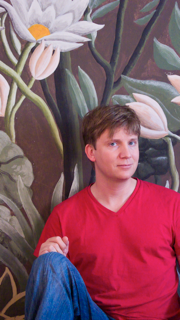
Oliver Sechting (* 1975)

- Sechvi, Shalom (1928–2013), israelischer Maler und Holocaustüberlebender

### Seci
- Sečić, Tarik (* 2000), bosnischer Fußballspieler
- Secius Campanus, Gaius, römischer Suffektkonsul (86)

### Seck
- Seck, Anke von (* 1966), deutsche Kanutin
- Seck, Charles-Louis (* 1965), senegalesischer Leichtathlet
- Seck, Cheick Tidiane (* 1953), malinesischer Musiker (Keyboards, Arrangement, Komposition)
- Seck, Coly (* 1973), senegalesischer Diplomat und Präsident des Menschenrechtsrates der Vereinten Nationen
- Seck, Demba (* 2001), senegalesischer Fußballspieler
- Seck, Doris (1923–2015), deutsche Autorin und Journalistin
- Seck, Falilou (* 1966), deutscher Synchronsprecher, Theater- und Filmschauspieler
- Seck, Friedrich (* 1936), deutscher Klassischer Philologe und Bibliothekar
- Seck, Hans (1935–2016), deutscher Mineraloge und Petrograph
- Seck, Heinrich (1895–1947), deutscher Oberkirchenrat
- Seck, Idrissa (* 1959), senegalesischer Politiker, Premierminister des Senegal
- Seck, Katharina (* 1987), deutsche Fantasy-Schriftstellerin
- Seck, Leyti (* 1981), senegalesischer Skirennläufer
- Seck, Rudolf (1908–1974), deutscher SS-Unteroffizier und Kommandant des KZ Jungfernhof
- Seck, Yandé (* 1986), deutsche Schriftstellerin
- Seck-Agthe, Monika (* 1954), deutsche Autorin und Journalistin
- Secka Sallah, Ndey Yassin (* 1964), gambische Rundfunkmoderatorin und Politikerin
- Secka, Aji Yam, gambische Politikerin
- Secka, Eliman, gambischer Politiker
- Secka, Jay (* 1980), gambische Leichtathletin
- Secka, Pap Cheyassin (1942–2012), gambischer Jurist und Politiker
- Sečka, Štefan (1953–2020), slowakischer Geistlicher und römisch-katholischer Bischof von Spiš
- Seckan, Eduwarr, gambischer Politiker
- Seckar, Frank (* 1974), US-amerikanischer Basketballspieler
- Seckbach, Amalie (1870–1944), deutsche Bildhauerin und Malerin
- Seckbach, Max (1866–1922), deutscher Architekt
- Seckel, Dietrich (1910–2007), deutscher Kunsthistoriker
- Seckel, Emil (1864–1924), deutscher Jurist und Rechtshistoriker
- Seckel, Jörg (1939–2021), deutscher Musiker
- Seckelmann, Margrit (* 1970), deutsche Juristin
- Seckelmann, Peter (1902–2001), deutsch-britischer Schriftsteller
- Seckelsohn, Max (1865–1927), deutscher Kaufmann und Filmproduzent
- Seckendorf, Carl August von (1774–1828), deutscher Verwaltungsjurist und Oberkonsistorialpräsident der Evangelisch-Lutherischen Kirche in Bayern
- Seckendorf, Ernst Alfred (1892–1943), deutscher Arzt jüdischen Glaubens und Opfer des Holocaust
- Seckendorf-Aberdar, Franz Karl Leopold von (1775–1809), deutscher Dichter
- Seckendorf-Aberdar, Theresius von (1758–1825), deutscher Biograf, Romanist, Hispanist und Lexikograf
- Seckendorff, Adolf von (1801–1866), preußischer Generalmajor, zuletzt Kommandeur der Festung Neiße
- Seckendorff, Adolf von (1857–1941), preußischer General der Infanterie
- Seckendorff, Adolph Franz Carl von (1742–1818), deutscher Hofbeamter
- Seckendorff, Albert von (1849–1921), deutscher Vizeadmiral, Diplomat und Hofmarschall Prinz Heinrichs von Preußen
- Seckendorff, Albrecht von (1748–1834), Politiker, Diplomat und Beamter
- Seckendorff, Alfred von (1796–1876), deutscher Verwaltungsjurist und Schriftsteller
- Seckendorff, August Heinrich von (1807–1885), deutscher Jurist
- Seckendorff, Carl von (1800–1870), preußischer Oberbergrat
- Seckendorff, Christa von (* 1970), deutsche Künstlerin
- Seckendorff, Christian Adolf von (1767–1833), dramatischer Dichter und kameralistischer Schriftsteller
- Seckendorff, Ferdinand von (1808–1872), preußischer Generalmajor
- Seckendorff, Friedrich Bernhard von (1772–1852), deutscher Politiker
- Seckendorff, Friedrich Heinrich von (1673–1763), kaiserlicher Feldmarschall und DiplomatFriedrich Heinrich von Seckendorff (1673–1763)

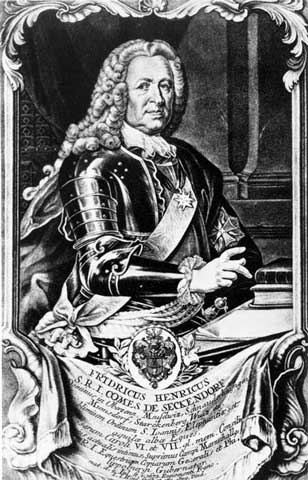
Friedrich Heinrich von Seckendorff (1673–1763)

- Seckendorff, Götz von (1889–1914), deutscher Maler und Bildhauer
- Seckendorff, Guido von (1829–1896), deutscher Leutnant, Kolonist und Mitgründer der Stadt Blumenau in Brasilien
- Seckendorff, Gustav von (1775–1823), deutscher Dichter und Schriftsteller
- Seckendorff, Gustav von (1848–1924), preußischer General der Infanterie
- Seckendorff, Johann Karl Christoph von (1747–1814), württembergischer Beamter, zuletzt Staatsminister, der 1810 in den württembergischen Grafenstand erhoben wurde
- Seckendorff, Karl Siegmund von (1744–1785), deutscher Dichter, Schauspieler, Komponist, Regisseur und Sänger
- Seckendorff, Kaspar von († 1595), Fürstbischof zu Eichstätt
- Seckendorff, Rudolf von (1844–1932), deutscher Jurist
- Seckendorff, Theodor Franz Christian von (1801–1858), preußischer Diplomat
- Seckendorff, Veit Ludwig von (1626–1692), Gelehrter und StaatsmannVeit Ludwig von Seckendorff (1626–1692)

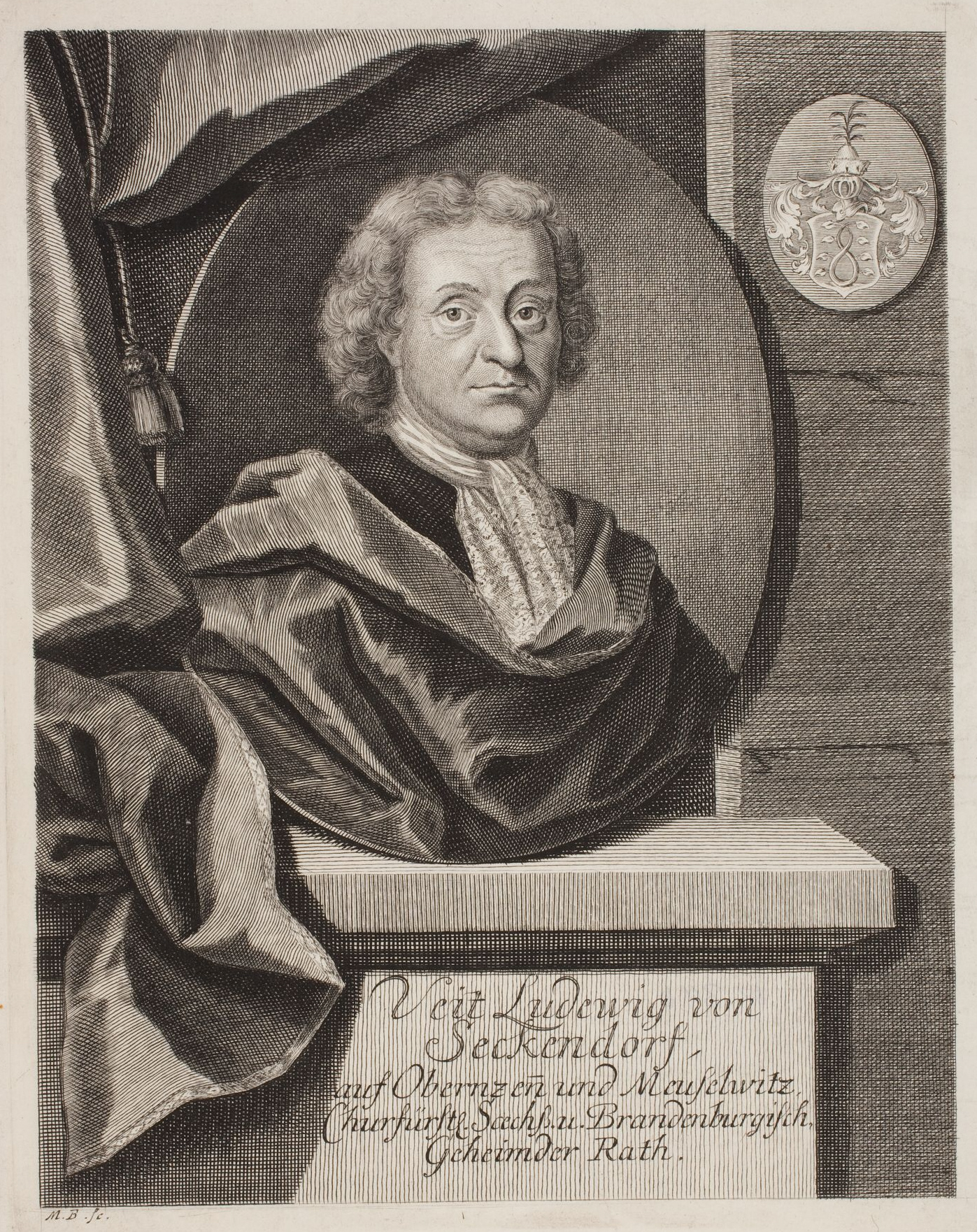
Veit Ludwig von Seckendorff (1626–1692)

- Seckendorff, William von (1799–1863), Bergbaubeamter, Mineraloge und Salinendirektor in Schöningen
- Seckendorff-Aberdar, Christoph Ludwig von (1709–1781), Diplomat und brandenburg-ansbachischer Minister
- Seckendorff-Aberdar, Karl Alexander von (1803–1855), württembergischer Oberhofmeister
- Seckendorff-Gudent, Arthur von (1845–1886), österreichischer Forstwissenschaftler
- Seckendorff-Gudent, Erwin von (1848–1923), württembergischer Politiker
- Seckendorff-Gudent, William von (1858–1936), sächsischer Generalmajor
- Seckendorff-Gutend, Henriette von (1819–1878), deutsche Wohltäterin und „Heilerin“
- Seckendorff-Gutend, Hugo von (1855–1891), deutscher Landschafts-, Genre- und Orientmaler der Düsseldorfer Schule
- Secker, Hans Friedrich (1888–1960), deutscher Kunsthistoriker
- Seçkin, Ece (* 1991), türkische Popsängerin
- Seçkin, Emine (* 1980), türkische Badmintonspielerin
- Seckinger, Karl (1897–1978), deutscher Bildhauer
- Seckler, Erich (* 1963), deutscher Fußballspieler
- Seckler, Max (* 1927), deutscher Fundamentaltheologe und Hochschullehrer

### Secm
- Seçme, Ertuğrul (* 1965), türkischer Fußballspieler und -trainer
- Seçme, Mehmet (* 1996), türkischer Fußballspieler

### Seco
- Seco Serrano, Carlos (1923–2020), spanischer Historiker
- Seco y Reymundo, Manuel (1928–2021), spanischer Lexikograph, Philologe und Hispanist
- Seco y Sánchez, Rafael (1895–1933), spanischer Hochschullehrer und Linguist
- Secomandi Maia, Elize (* 1984), brasilianische Beachvolleyballspielerin
- Secombe, Harry (1921–2001), britischer Schauspieler und Sänger
- Secombes, Christopher John (* 1956), englischer Fischimmunologe und Hochschullehrer
- Second, Albéric (1817–1887), französischer Journalist und Dramatiker
- Seconda, Franz (1755–1833), deutscher Prinzipal einer reisenden Schauspielgesellschaft, Intendant und Schauspieler
- Seconda, Joseph (1761–1820), deutscher Prinzipal einer reisenden Operngesellschaft und Schauspieler
- SecondCity (* 1987), US-amerikanischer DJ und Produzent
- Secor, Kyle (* 1957), US-amerikanischer Schauspieler
- Secord, Al (* 1958), kanadischer Eishockeyspieler
- Secord, Laura (1775–1868), kanadische Nationalheldin (im Krieg von 1812)Laura Secord (1775–1868)

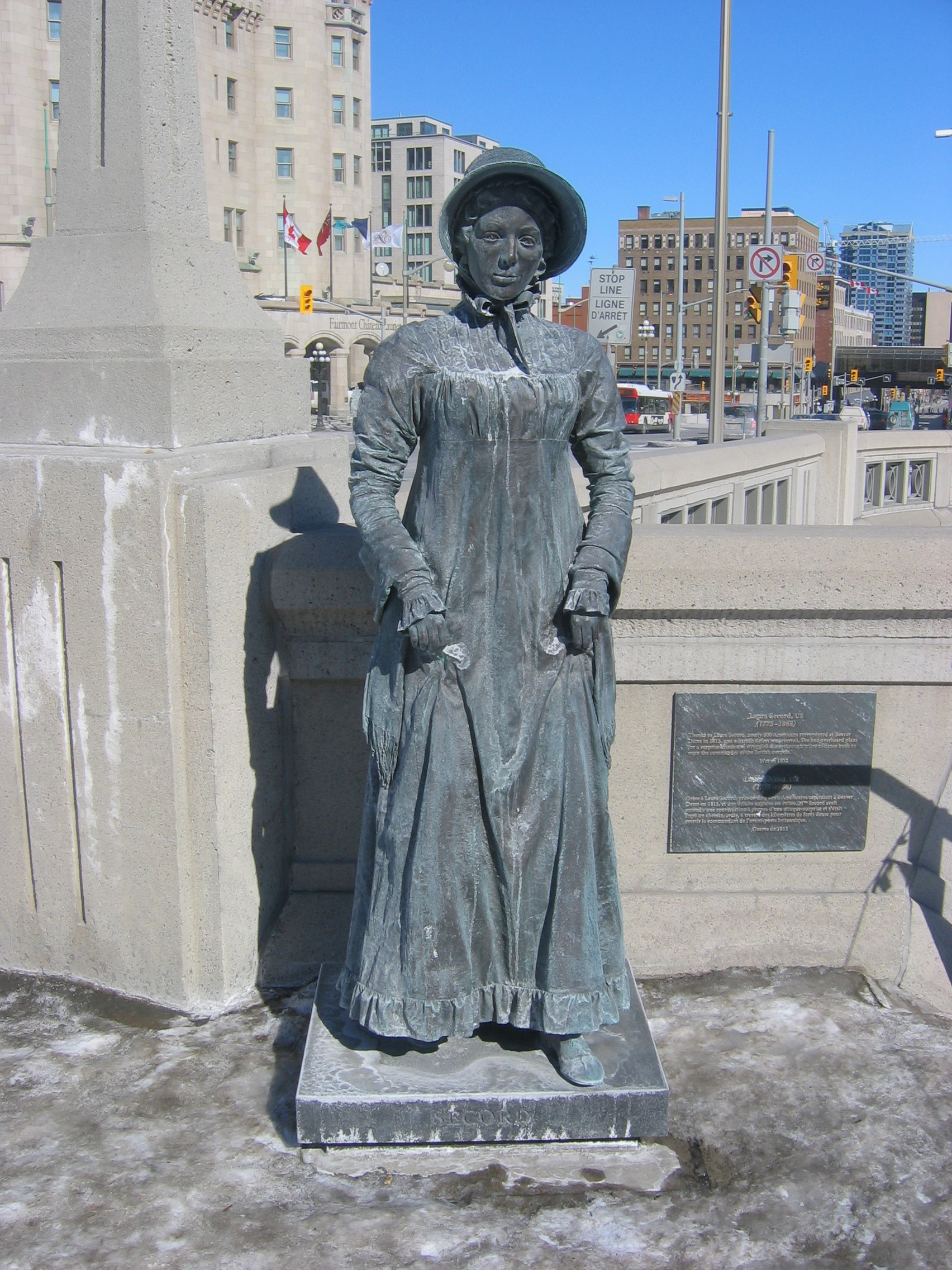
Laura Secord (1775–1868)

- Secoy, Diane M. (* 1938), US-amerikanische Herpetologin und Hochschullehrerin

### Secr
- Secrest, Andy (1907–1977), US-amerikanischer Jazz-Trompeter und Kornettist
- Secrest, Meryle (* 1930), US-amerikanische Autorin und Journalistin
- Secrest, Robert T. (1904–1994), US-amerikanischer Politiker
- Secret, Hanna (* 1996), deutsche Pornodarstellerin
- Secrétan, Charles (1784–1858), Schweizer Jurist und Politiker
- Secrétan, Charles (1815–1895), Schweizer Philosoph
- Secretan, Charles-Marc (1773–1842), Schweizer Politiker
- Secrétan, Daniel (1895–1971), Schweizer Diplomat
- Secretan, Édouard (1848–1917), Schweizer Politiker und Redaktor
- Secrétan, Philibert (1926–2024), Schweizer Philosoph
- Secretário, Carlos (* 1970), portugiesischer Fußballspieler
- Secretarius, Lazarus, ungarischer Kartograf
- Secrétin, Jacques (1949–2020), französischer Tischtennisspieler

### Secu
- Secu, Serghei (* 1972), moldauischer Fußballnationalspieler
- Seculin, Andrea (* 1990), italienischer Fußballtorhüter
- Secunda, Sholom (1894–1974), russisch-US-amerikanischer KomponistSholom Secunda (1894–1974)

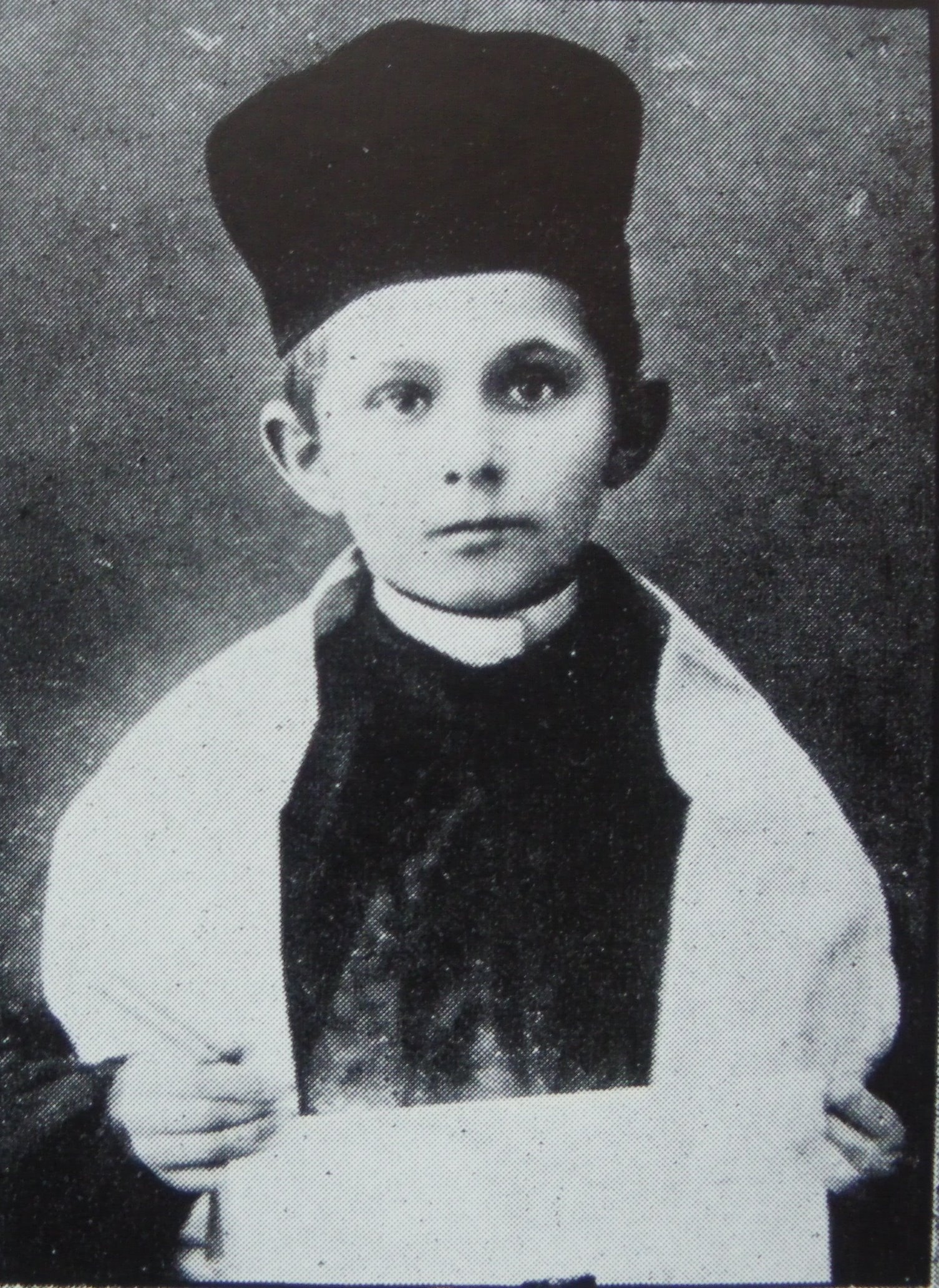
Sholom Secunda (1894–1974)

- Secundus der Schweigsame, antiker griechischer Philosoph
- Secundus von Abula, spanischer Bischof
- Secundus von Asti († 119), christlicher Heiliger und Märtyrer
- Secundus von Trient († 612), Abt und Geschichtsschreiber
- Secundus von Victimulum, frühchristlicher Märtyrer in Norditalien
- Secundus, Johannes (1511–1536), niederländischer Dichter
- Securius, Carl (1846–1890), deutscher Luftschiffer
- Securus Memor Felix, spätantiker römischer Rhetor und Beamter